# دایره بافولاب
دایره بافولاب (به لاتین: Bafoulabé Cercle) یک منطقهٔ مسکونی در مالی است که در استان کایس واقع شده‌است. دایره بافولاب ۲۰،۲۲۰ کیلومتر مربع مساحت و ۲۳۳٬۹۲۶ نفر جمعیت دارد.